# Grammoptera viridipennis
Grammoptera viridipennis — вид жуков из семейства усачей и подсемейства Усачики.

## Описание
Жук длиной от 5 до 10 мм. Время лёта взрослого жука с мая по июнь.

## Распространение
Эндемик Сицилии.

## Экология и местообитания
Жизненный цикл вида длится один-два года. Кормовые растения — лиственные деревья из рода дуб (Quercus). Личинки живут в пораженных грибами ветвях.